# Федака Сергій Дмитрович
Сергій Дмитрович Федака (22 серпня 1964, м. Маріуполь — 12 січня 2025, м. Ужгород) — український науковець, доктор історичних наук, професор кафедри історії України Ужгородського національного університету, письменник, журналіст. Член Національної спілки письменників України.

## Життєпис
Народився 22 серпня 1964 року у м. Маріуполь Донецької області в родині вчителів. Рід батька походить із с. Кальник Мукачівського району Закарпатської області, матері — зі Східної України, по батьківській лінії із села Новотроїцьке Донецької області, де рід Єрьомків після ліквідації Катериною II Запорізької Січі 1775 року заснував у степу поселення Середня, по материнській (дошлюбне прізвище бабусі Доля) — із села Берестове Запорізької області. Із золотою медаллю закінчив середню школу № 15 м. Ужгорода (1981). Упродовж усіх шкільних років його хобі — образотворче мистецтво (активний студієць знаменитої студії педагога-художника Золтана Баконія) та шахи. У 1981—1982 роках займався прикладною математикою, працюючи в обчислювальному центрі Ужгородського лісокомбінату. У 1982 року вступив на історичний факультет Ужгородського державного університету, який закінчив 1989 року. Строкову військову службу проходив у 1985—1987 роках у званні рядового в різних частинах Прикарпатського військового округу. По закінченні університету якийсь час працював молодшим науковим співробітником Закарпатського музею історії релігії і атеїзму. З осені 1989 року — аспірант кафедри історії СРСР і УРСР Ужгородського державного університету, з 1990 року — асистент, з 1992 року — доцент, з 2003 року — професор кафедри історії України Ужгородського національного університету.
Помер 12 січня 2025 року в місті Ужгород.

## Доробок
Кандидатську дисертацію захистив достроково в квітні 1992 року на тему «Відкриття і першовидання Слова о полку Ігоревім: історико-культурні аспекти» (науковий керівник професор кафедри історії України В. Задорожний). Докторську дисертацію на тему «Політична історія України-Русі доби трансформації імперії Рюриковичів (XII століття)» (науковий консультант — В. Задорожний) захистив у 2003 року у Харківському національному університеті.
Як історик, фахівець з раннього середньовіччя, досліджує історію Київської Русі, її літератури, суспільної думки. Цій тематиці присвятив, зокрема, книжки «Політична історія України-Русі доби трансформації імперії Рюриковичів (XII століття)» (2000); «Герої Слова о полку Ігоревім» (2001); «Землі і міста княжої України-Русі: нарис історичної географії» (2002); «Літописні джерела з історії княжої і козацької України-Русі» (2003). Про пізнішу історію та сьогодення України його книги «Стратегічні і фронтові операції Великої Вітчизняної війни на території України» (2010), «Сучасна Україна: портрет з натури» (2011). Остання в рейтингу українських книг року іменована спеціальною відзнакою президента рейтингу в номінації «Обрії».
Політичній історії Закарпаття присвячено його книжки «Хроніка Карпатської України» (2004), «Августин Волошин: коротка біографія» (2005), «Літопис Карпатської України» (2013). Історії Ужгорода від найдавніших часів до сьогодення — книги «Ужгород крізь віки» (2010) та «Ужгород: роки і люди» (2013). Історії християнства — «З історії християнства на Закарпатті» (2013), історії та географії сіл і міст краю — «Населені пункти і райони Закарпаття: історично-географічний довідник» (2014).
Перу професора С. Д. Федаки, педагога вищої школи, належить навчальний посібник «Історія України: з найдавніших часів до 1648 року» (К.: Знання, 2014. — 782 с. — Вища освіта XXI століття) — книга року (2014).
У співавторстві видав ряд краєзнавчих книжок: «Обличчя Ужгорода» (1996), «Ужгород: Путівник» (2001), «Обличчя Закарпаття» (2001), «Ужгород у стародавній листівці» (2003), посібник для школярів «Мій Ужгород» (2004, 2-ге видання — 2006), «Перші особи: історія Закарпаття у біографіях його керівників» (2011).
Автор близько півтора сотні статей у наукових виданнях Ужгорода, Львова, Чернівців, Одеси, Києва, Дніпропетровська. Харкова, Москви, а також кількох тисяч науково-популярних публікацій у різних виданнях, періодиці та Інтернеті Закарпаття, України, близького і далекого зарубіжжя з історії, політології, літературознавства, мистецтвознавства, публіцистики.
Письменник, поет і прозаїк, літературний критик й історик літератури Сергій Федака автор чотирьох збірок віршів «Дороги кохання» (2004), «Окрушини дзеркал» (2004), «Небесні суходоли» (2006), присвячених художньому дослідженню феномену кохання, та цільної збірки громадянської лірики «Калейдоскоп календаря» (2014). Прозову збірку «Яблуко від Єви» (2005) склали сюрреалістичні новели про пошуки людиною свого місця в житті і світі. Художньо-документальна повість «Карпатський кросворд» (2009) вводить читача у процеси становлення Карпатської України, а історико-пригодницький роман «Валет Валентина Другета» (2010) в життя останнього представника дворянської родини Другетів і давніх ужгородців. У періодиці та колективних книжках видрукував ряд перекладів, стислих літературних портретів письменників, рецензій на новинки художньої літератури.
Лауреат всеукраїнської літературної премії імені Зореслава та обласної літературної премії імені Федора Потушняка.
З травня 1993 р. щотижня публікувався як позаштатний політичний оглядач газети «Срібна Земля». Після розколу газети у 1996—1999 роках і дотепер як позаштатний політичний оглядач дописує до газети «Срібна Земля. ФЕСТ». З лютого 1999 року щотижня виступав з історико-краєзнавчими матеріалами в газеті «Ужгород». У 2004—2005 роках вів краєзнавчу рубрику в газеті «Чорна гора» (м. Виноградів). З кінця 2005 року регулярно друкувався в газетах «Закарпатська правда», «Тиждень». «West-експрес», «Чиста політика», «Післямова», з 2006 року — «РІО», «Трибуна» і «Старий Замок-Паланок». Спорадично публікувався ще в низці інших закарпатських газет, а також видань Львова та Києва. Був постійним автором журналу рецензій «Nova книга» (Суми). За опитуванням-рейтингом фонду «Демократичні ініціативи» 2004 року увійшов до списку 144 авторитетних журналістів України. Лауреат низки журналістської відзнак. Двічі лауреат Почесної відзнаки «Лицар Срібної Землі». Згідно з голосуванням жителів Закарпаття по телефону, листівками, інтернетом, електронною поштою (всього проголосувало 38153 чоловік), згідно рішень правлінь міжнародної ради «Віжи — 3000», світового центру «Віжиє» та ОДТРК «Тиса-1», редакцій газет: «Новини Закарпаття», «Срібна Земля Фест», «Закарпатська правда», «Карпаті ігоз со», протокол № 43 від 14 січня 2014 року, лауреат конкурсу «Найкращий Закарпатець — 2013» серед чоловіків.